# Fieseler Fi 158
Fieseler Fi 158 – prototyp niemieckiego samolotu cywilnego zbudowany w 1938 roku. 

## Charakterystyka
Dolnopłat konstrukcji głównie drewnianej, całkowicie chowane podwozie w locie, podwójne usterzenie. Załoga usadowiona w układzie tandemowym w zabudowanej kabinie.
- Załoga: 2
- Długość: 6,6 m
- Rozpiętość skrzydeł: 7 m
- Wysokość: 1,7 m
- Powierzchnia skrzydeł: 7m²
- Masa: 494 kg
- Prędkość maksymalna: 350 km/h
- Zasięg: 370 km
- Pułap maksymalny: 6700 m